# مسجد جامع کبیر نی‌ریز
مسجد جامع کبیر نی‌ریز یکی از کهن‌ترین مسجدهای ایران و به باور برخی پژوهشگران از آتشکده‌های زرتشتیان بوده که در دورهٔ اسلامی به مسجد تبدیل شده است. ایوان اصلی به‌جامانده از این مسجد به شیوهٔ معماری دوره ساسانیان ساخته شده است.
این بنا در نهم مرداد ۱۳۱۲ خورشیدی با شمارهٔ ۱۹۲ در فهرست آثار ملی ایران به ثبت رسید و هم‌اینک زیر پوشش و پشتیبانی سازمان میراث فرهنگی و گردشگری ایران قرار دارد.

## تاریخچه
برابر نوشتهٔ مقدسی، تاریخ‌نگار سدهٔ چهارم هجری، ایوان اصلی این مسجد در سال ۳۴۰ هجری قمری ساخته شده است.
در بازسازی‌هایی که در سال‌های ۳۶۳، ۴۶۰ و ۵۶۰ هجری قمری انجام شده، ساختمان و محوطهٔ مسجد گسترش یافت و ایوان کوچک‌تری روبروی ایوان اصلی بنا گردید.

## اولین مسجد تک ایوانی
یکی از اصلی‌ترین قسمت‌های این مسجد تک ایوان اصلی آن می‌باشد که می‌توان آن را اولین مسجد تک ایوانی دانست که در سبک خراسانی بنا شده‌است. البته این ایوان در قدیم قسمت اصلی مسجد بوده و بعدها به آن ایوان دیگری اضافه شده‌است. این ایوان به صورت ناودانی ممتدی است رو به قبله که انتهای جنوبی آن کاملاً بسته شده و محراب در آن جای گرفته‌است. ساخت ایوان مربوط به قبل از عصر سلجوقیان است و به گفته‌ای با معماری ساسانی ساخته شده‌است. اندره گدار در کتاب آثار ایران تاریخ ساخت این ایوان را متعلق به اواسط قرن چهارم هجری می‌داند.
در گذشته بر هر یک از اضلاع جانبی این ایوان پنج طاق نمای گود وجود داشته‌است که امروزه این شکل را از دست داده و پشت تکیه‌گاه‌های ایوان بخش‌هایی به رنگ سیاه (یعنی قدیمی) که پایه‌های پشتیبان بنا می‌باشد.
جدای از اصل مسجد اولیه این مسجد طی قرن‌ها تغییرات کمی‌کرده و بیوتات، مناره، ایوان روبه‌رو و... به آن اضافه شده که با این حال به راحتی می‌توان اصل بنا را جدا نمود. این بناها بجز مناره و نمای ورودی‌ها بقیه ارزشی ندارد.
ضلع شمالی ایوان کاملاً باز است و روبه‌روی آن حیاط مسجد است. ضلع‌های شرقی و همین‌طور غربی این ایوان از هر طرف به واسطه پنج طاق محرابی شکل که عمیق هستند به شبستان‌های مسجد متصل شده‌اند.

## محراب
در ایوان اصلی بنا محرابی هنرمندانه به سبک محراب الجایتو در مسجد جامع اصفهان ساخته شده که به صورت گچبری برجسته از اشکال هندسی و گل و گیاه و آیاتی از قرآن مجید و همچنین کتیبه‌ای از نام معصومین در اطراف محراب وجود دارد.